# دریانات
دریانات (به لاتین: Dryanat) یک منطقهٔ مسکونی در بلغارستان است که در سولیوو واقع شده‌است.